# Janko Janković
Janko Janković (Split, Dalmàcia, Iugoslàvia, actual Croàcia, 14 de gener de 1963) és un futbolista croata retirat que va jugar de davanter. Va ser internacional amb la selecció de futbol de Croàcia en cinc ocasions.

## Biografia
Jankovic va despuntar en la seua Cròàcia natal, on va jugar en clubs de primer nivell com el Hajduk Split. A finals dels 80 salta a la lliga espanyola, tot militant a les files del Valladolid.
Va ser subcampió de la Copa del Rei de 1989 que el Real Valladolid va perdre contra el Reial Madrid en la final per 1-0. Després va passar a l'Reial Oviedo i es va retirar a l'Hèrcules d'Alacant.
Va haver de posar punt final a la seva carrera com futbolistes després de les constants molèsties d'esquena, de les quals una hèrnia discal el va obligar a passar per la sala d'operacions. Després de "penjar les botes" va fixar la seva residència a Oviedo, on regenta negocis. Va ser representant en la zona d'Oviedo del RCD Espanyol. Durant molt anys també se'l va associar nombroses vegades com incorporació al cos tècnic del Real Oviedo, situació que no es va produir. El 2009 va ser segon entrenador del Girona FC.
Aficionat al pàdel, va crear el primer club d'aquest esport a Croàcia juntament amb el seu excompany a l'Oviedo Robert Prosinecki.

## Trajectòria

### Com a jugador
| Club               | Lliga     | Any       |
| ------------------ | --------- | --------- |
| NK Solin Građa     | Croata    | 1982-1983 |
| HNK Hajduk Split   | Croata    | 1983-1984 |
| RNK Split          | Croata    | 1984-1985 |
| HNK Rijeka         | Croata    | 1985-1988 |
| Real Valladolid CF | Espanyola | 1988-1990 |
| Reial Oviedo       | Espanyola | 1990-1995 |
| Hèrcules CF        | Espanyola | 1995-1997 |

### Com a entrenador
| Club                    | Any       |
| ----------------------- | --------- |
| SD Colloto              | 1997-1998 |
| AD Universidad Oviedo B | 1998-2002 |
| Girona FC               | 2009      |